# دونالد سيلرز
دونالد سيلرز (بالإنجليزية: Donald Sellers)‏ هو لاعب كرة قدم أمريكية أمريكي، ولد في 30 ديسمبر 1974 في فينيكس في الولايات المتحدة، وتوفي في 11 فبراير 2001 في ويكنبورغ في الولايات المتحدة.